# Alimentación social
Alimentación Social es un término acuñado por el Proyecto Social UBASO Unidad de las Bases Sociales / Rosario-Argentina. Director: Héctor O. Toviggino.
La alimentación social define la posibilidad de generar las energías humanas unificantes para la dignificación y el enaltecimiento de la convivencia social.
Es la apertura y promoción para la evolución humana. Esto implica la nueva economía de las energías humanas en el entretiempo de la modernidad y la post modernidad.
Para esta era, la Alimentología de la Paz irá fundamentando una nueva ciencia que incluye la condición humana e integra los principios de la Declaración Universal de los Derechos Humanos, reconociendo la relevante importancia de la naturaleza femenina de la mujer en su rol para la cultura de la vida sobre la base de la igualdad de los derechos.
Esta Alimentología regenera la holokinesis universal desde la epigénesis embriológica humana y se constituye a su vez en una síntesis ecológica incluyente.
La Alimentación Social define a la nutrición como la fuente existencial del individuo, la familia y la sociedad.
La síntesis de la alimentación con lo social plantea nuevas perspectivas para la resolución de las graves crisis que se reproducen en el mundo de hoy.

## Historia
El origen inmemorial de la Macrobiótica (visión macrobiótica) -difundida en Occidente por George Ohsawa- y su universalidad en distintas culturas y tiempos de la historia del hombre -del Extremo Oriente hasta América del Sur- la constituyen en un inapreciable bien para la existencia de la humanidad en la tierra. 
Y se imbrica en las distintas etapas del proceso de humanización -desde la embriogénesis (en la primera etapa nutricia de las células) hasta la conformación y desarrollo del individuo y la nueva familia, en la realidad social que se nutre de los elementos constitutivos provenientes del mundo subatómico y molecular.
Esta Alimentación Social crea las condiciones para la adaptabilidad a la realidad enmarcada en la nueva era actual y fundamenta la continuidad del proceso de evolución humana en la tierra.